# Malouetia duckei
Malouetia duckei är en oleanderväxtart som beskrevs av Markgraf. Malouetia duckei ingår i släktet Malouetia och familjen oleanderväxter. Inga underarter finns listade i Catalogue of Life.